# Edward J. Ruppelt
Edward J. Ruppelt (Grundy Center, Iowa, 17. srpnja 1923. – Long Beach, Kalifornija, 15. rujna 1960.), časnik Američkog ratnog zrakoplovstva i ufologist, najpoznatiji po sudjelovanju u Projektu Plava knjiga i po tome što je najzaslužniji što je pojam leteći tanjuri promijenjen u izraz neidentificirani leteći objekti.
Bio je direktor Projekta Grudge od kasne 1951. godine, do trenutka kada je zamijenjen Projektom Plave knjige, u ožujku 1952., na kojem je ostao do kasne 1953. godine.